# Neopanorpa lungtausana
Neopanorpa lungtausana är en näbbsländeart som beskrevs av Cheng 1957. Neopanorpa lungtausana ingår i släktet Neopanorpa och familjen skorpionsländor. Inga underarter finns listade i Catalogue of Life.